# Punta Riva
La Punta Riva, Rübenspitz in tedesco, è un monte dei monti di Fundres l'estremo nord della Valle di Valles e la Val di Vizze, alto 2785 metri. Si tratta dell'ultimo monte a nord della costiera della Cima di Valmala (Wurmaulspitz); a sud di esso vi è il Pfannelspitze ed il Rifugio Bressanone; è separato a est dalla Cima di Valmala dal passo che conduce in Val di Fundres.